# Jesper Roine
Jesper Roine, född 1971, är en svensk nationalekonom verksam vid SITE (Stockholm Institute of Transition Economics), Handelshögskolan i Stockholm. Roine disputerade 2002 vid Stockholms universitet och forskar om politisk ekonomi, inkomst- och förmögenhetsfördelning samt långsiktig ekonomisk utveckling. Han har, tillsammans med Daniel Waldenström vid Uppsala universitet, bidragit med statistik om den svenska förmögenhets- och inkomstutvecklingen under 1900-talet i World Top Incomes Database, som rönt stor uppmärksamhet i samband med att boken "Kapitalet i det 21:a århundradet" utgavs av den franske ekonomen Thomas Piketty.
Roine är även en av grundarna till bloggen Ekonomistas, där svenska nationalekonomer, bland andra Lars EO Svensson och Jonas Vlachos, skriver om samhällsutveckling, politik och vetenskap.

## Publikationer (urval)
- Kapitalet i det 21:a århundradet av Thomas Piketty – sammanfattning och svenskt perspektiv. Stockholm: Volante. 2014. ISBN 978-91-87419-40-9

- Konjunkturrådets rapport 2014. Hur får vi råd med välfärden?. Stockholm: SNS. 2014. ISBN 978-91-86949-51-8